# Жуазейренсе
«Жуазе́йренсе» (порт.-браз. Sociedade Desportiva Juazeirense) — бразильский футбольный клуб представляющий город Жуазейру штата Баия. В 2022 году клуб выступал в Серии D Бразилии.

## История
Клуб основан 12 декабря 2006 года, домашние матчи проводит на арене «Адауто Мораес», вмещающей 8 000 зрителей. В 2011 году клуб победил во втором дивизионе Лиги Баияно, и завоевал право с 2012 года играть в высшем дивизионе чемпионата штата Баия. Лучший результат клуба в чемпионате штата Баия является 3-е место, которое он занимал шесть раз за период с 2013 по 2021 год. Этот успех дал право «Жуазейренсе» в 2013 году дебютировать в Серии D чемпионата Бразилии, где он занял 32-е место.
В 2017 году «Жуазейренсе» занял четвёртое место в Серии D и впервые в истории заработал путёвку в Серию C 2018 года.
| Выступления в чемпионатах Бразилии |          |       |
| Год                                | Дивизион | Место |
| 2013                               | Серия D  | 32-е  |
| 2016                               | Серия D  | 16-е  |
| 2017                               | Серия D  | 4-е   |
| 2018                               | Серия C  | 18-е  |
| 2019                               | Серия D  | 7-е   |
| 2021                               | Серия D  | 19-е  |
| 2022                               | Серия D  | 44-е  |

## Достижения
- Третий призёр чемпионата штата Баия (6): 2013, 2015, 2016, 2018, 2020, 2021
- Чемпион второго дивизиона чемпионата штата Баия (1): 2011